# Louis Favre (football)
Pour les articles homonymes, voir Louis Favre et Favre.
Louis Favre, né le 23 octobre 1923 à Montpellier et mort le 15 janvier 2008 à Balaruc-les-Bains, est un footballeur français puis entraîneur de football. 
Youye évoluait en attaque, d'abord comme ailier, puis comme intérieur.

## Biographie

### Joueur
Louis Favre débute en professionnel en 1941 avec son club formateur : le  SO Montpellier. Il passe à Béziers en 1945 et honore une sélection non officielle (contre une sélection de l'armée de l'air) en équipe de France des moins de 23 ans en janvier 1946 au cours de laquelle il attire l'attention des recruteurs du Red Star. Il rejoint Saint-Ouen à l'été 1946. En 1948, le Red Star fusionne avec le Stade français au sein du Stade français-Red Star. Il y joue deux saisons puis poursuit sa carrière au Stade français jusqu'en 1953.
International France B, il figure sur la liste des joueurs sélectionnés pour disputer deux matches internationaux face à l'Écosse et aux Pays-Bas en avril 1949, avec les A. Une semaine avant ce rendez-vous, Favre se blesse à l'occasion du derby face au Racing club de Paris : fêlure du péroné et double entorse. Il ne jouera jamais en équipe de France A. La saison suivante, il se fracture le péroné.
Après sept saisons dans la capitale, il retrouve son Languedoc natal en signant à l'Olympique alésien avant de rejoindre Sète où il opère comme intérieur. Il achève sa carrière de joueur dans le club de ses débuts : le SOM.

### Entraîneur
Sa carrière de joueur achevée, il devient entraîneur au SO Montpellier  de 1963 à 1968 puis rejoint l'encadrement du club jusqu'à sa transformation en Montpellier La Paillade où il occupe un poste d'entraîneur-adjoint de 1974 à 1978.

## Sources
1. ↑  État civil sur le fichier des personnes décédées en France depuis 1970

- Louis Favre est décédé, in L'Équipe, samedi 19 janvier 2008, no 19 557, page 6.
- Coll., Red Star. Histoire d'un siècle, Paris, Red Star, 1999, p. 275 (oubli du passage à Alès en 53-54, confirmé par le guide Football 54)
- Gilles Gauthey, Le football professionnel français, « Index alphabétique des joueurs des clubs professionnels de 1932 à 1961 », Paris, 1961, p. 36 (oubli du passage à Alès en 53-54, confirmé par le guide Football 54)
- Roger Rabier, Allez SOM, Montpellier, 1985, p. 251-253 (affirme que Favre était encore montpelliérain lors de son transfert au Red Star, mais toutes les autres sources indiquent qu'il évoluait à Béziers avant ce transfert)
- Coll., Football 55, Paris, L'Equipe, p. 137 (notice biographique)
- Coll., Football 54, Paris, L'Equipe, p. 143 (composition de l'équipe d'Alès en 53-54)